# 이산화 황
이산화 황(二酸化黃, sulfur dioxide)은 화학식 SO2인 무기 화합물이며, 아황산 가스, 무수 아황산이라고도 부른다. 산소 원자 2개와 황 원자 1개가 결합되어 있다. 색깔이 없으며 자극적인 냄새가 나는 유독성 기체이다. 화산 활동이나 유기 물질이 분해될 때 자연적으로 생긴다. 공업적으로는 황을 태우거나 황을 포함한 금속 화합물을 가열하여 만들며, 실험실에서는 아황산염에 산을 가하여 얻는다. 공장이나 발전소에서는 이산화 황이 대기중으로 들어오는데, 이때 공기중에 이산화 황이 기준치보다 높으면 눈에 염증이 생기거나 호흡기 질환이 일어난다. 또한 알레르기를 일으킬 수 있으며, 심하면 사망에 이르기도 한다. 직물의 표백제나 식품 방부제 등으로 쓰인다.

## 공해 손해배상소송
공장에서 배출된 오염물질(아황산가스)의 농도가 환경보전법에 의하여 허용된 기준치 이내라 하더라도 그 유해의 정도가 통상의 수인한도를 넘어 인근 농장의 관상수를 고사케하는 한 원인이 되었다면 그 배출행위로 인한 손해배상책임을 면치 못한다.

## 같이 보기
- 삼산화 황